# Монумент ідеям Чучхе
Монумент ідеям Чучхе (кор. 주체사상탑, Ханча: 主體思想塔) — пам'ятник в Пхеньяні, побудований в 1982 р. на честь 70-річчя Кім Ір Сена.

## Опис
Обеліск з граніту заввишки 170 м на східному узбережжі річки Тедонган навпроти площі Кім Ір Сена. За неофіційною версією, Кім Чен Ір (кор. 김정일) є автором цього проекту. Обеліск складається з 25 550 чотиригранних блоків — кількості днів життя Кім Ір Сена (365 днів х 70 років) заввишки загалом 150 м. На горі-обеліску збудований оглядовий майданчик. Вінчає монумент 45-титонний, заввишки 20 м смолоскип з металу.
Біля підніжжя розташована 30-метрова скульптурна група з трьох фігур, що представляють селянку з серпом, робітника з молотом і трудового інтелігента з каліграфічним пензлем. Поряд знаходяться 6 ідеологічних 10-метрових скульптурних груп, прославляючи ідеї Чучхе.
Висота монументу з ідеологічних міркувань перевищує майже на метр монумент Вашингтона у столиці США.
Це місце досить популярне у місцевого населення. Вночі монумент завжди яскраво підсвічується, незважаючи на те що столиця занурюється в пітьму через нестачу електроенергії.

## Галерея

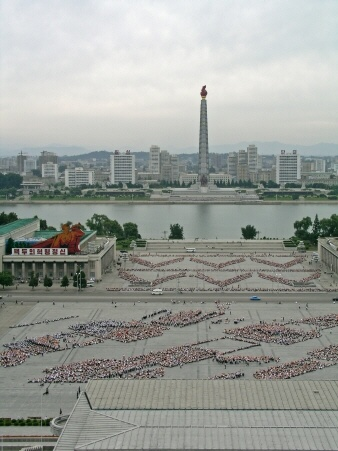
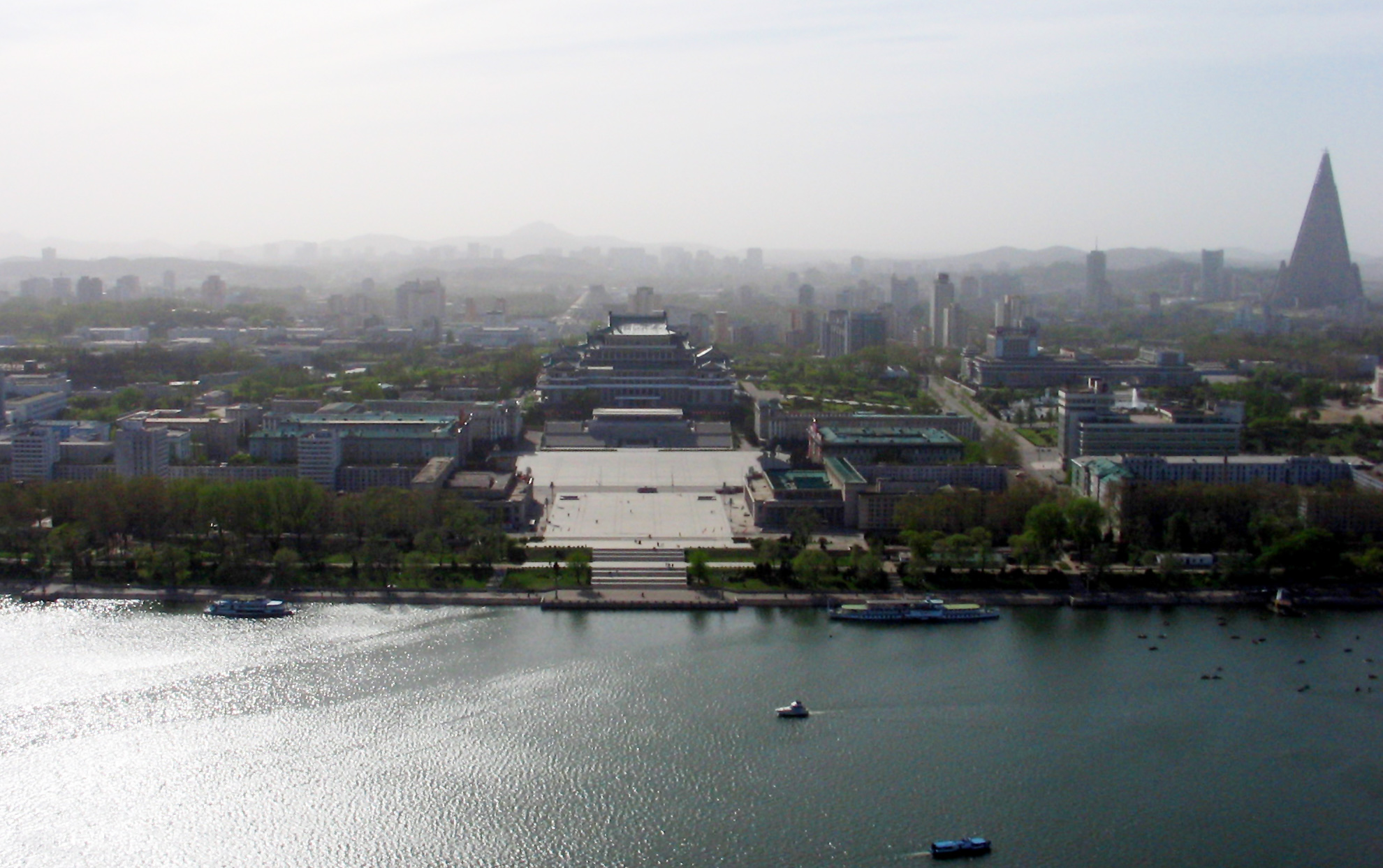
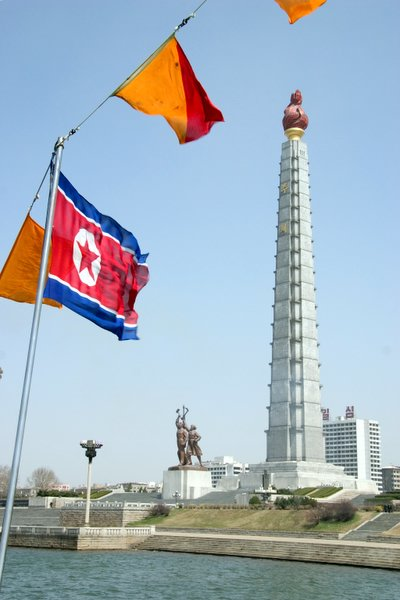